# Geranomyia ablusa
Geranomyia ablusa är en tvåvingeart som först beskrevs av Alexander 1967.  Geranomyia ablusa ingår i släktet Geranomyia och familjen småharkrankar. Inga underarter finns listade i Catalogue of Life.